# Ratatam
Ratatam – polski zespół muzyczny działający od jesieni 2001 roku.

## Zespół
W Ratatam grają:
- Barbara Jakubiec - wokal
- Paweł Czachur - wokal, gitara
- Jerzy Czeluśniak - wokal, gitara basowa
- Waldemar Rzeszut - gitary
- Seweryn Krzysztoń - perkusja
- Grzegorz Nowak - skrzypce

## Działalność koncertowa
Zespół prowadzi niezwykle ożywioną działalność koncertową. 
Kilkaset koncertów jakie zagrał w ciągu swojej działalności, to nie tylko koncerty klubowe 
(m.in. Ogólnopolska trasa klubowa "WOODSTOCK PARTY"), ale przede wszystkim wielkie festiwale 
i koncerty plenerowe - koncert PREMIER na 44 KRAJOWYM FESTIWALU POLSKIEJ PIOSENKI OPOLE 2007, 
PRZYSTANEK WOODSTOCK na którym są gośćmi od 2003 roku, FESTIWAL KULTURY POLSKIEJ W OSLO, 
YACH FILM FESTIWAL GDAŃSK 2005, EUROFOLK, SABALOWE BAJANIA 2005, CARPATHIA FESTIWAL, CHMIELAKI 
czy FINAŁY WOŚP W STUDIO TVP2 oraz POD PAŁACEM KULTURY I NAUKI W WARSZAWIE oraz innych miastach. 
Zespół jest laureatem ogólnopolskiego festiwalu PRZEBOJEM NA ANTENĘ 2005, 
na którym piosenką "Ratatam" zajął 3 miejsce.

## Dyskografia zespołu

### Płyty
1. Jest taka sprawa 2004
2. Ratakolęda 2006
3. Dźwiękosłowa 2008
4. Yamanoya 2011
5. Ratatam & Folk Dream Team śpiewa rzeszowskie 2014

### Single
1. Pokojowo i Woodstock Party-live
2. Będzie dobrze

### Składanki
1. Agacie Budzyńskiej - Przyjaciele 2007

### Teledyski
1. Jest taka sprawa
2. Dzień jak dzień
3. Ogrzej chwilę